# Gymnopleurus
Gymnopleurus es un género de insectos coleópteros de la familia de los Scarabaeidae.

## Descripción
Los Gymnopleurus son escarabajos negros o verdes, a menudo con brillo metálico. La cabeza es ancha y abombada y el cuerpo es corto y ancho. El protórax es al menos tan ancho como los élitros. Las patas dentadas son potentes. La superficie corporal parece rugosa o abollada.

## Especies
- Gymnopleurus aciculatus
- Gymnopleurus aenescens
- Gymnopleurus aeruginosus
- Gymnopleurus andreaei
- Gymnopleurus asperrimus
- Gymnopleurus atratus
- Gymnopleurus bicallosus
- Gymnopleurus bicolor
- Gymnopleurus biharensis
- Gymnopleurus bombayensis
- Gymnopleurus capensis
- Gymnopleurus coerulescens
- Gymnopleurus colmanti
- Gymnopleurus cyaneus
- Gymnopleurus elegans
- Gymnopleurus flagellatus
- Gymnopleurus foricarius
- Gymnopleurus fulgidus
- Gymnopleurus gemmatus
- Gymnopleurus geoffroyi
- Gymnopleurus humanus
- Gymnopleurus humeralis
- Gymnopleurus hypocrita
- Gymnopleurus ignitus
- Gymnopleurus imitator
- Gymnopleurus jacksoni
- Gymnopleurus koenigi
- Gymnopleurus lacunosus
- Gymnopleurus laevicollis
- Gymnopleurus latreillei
- Gymnopleurus leei
- Gymnopleurus miliaris
- Gymnopleurus mimus
- Gymnopleurus moerens
- Gymnopleurus mopsus
- Gymnopleurus naviauxi
- Gymnopleurus nitens
- Gymnopleurus nyankpalaensis
- Gymnopleurus particolor
- Gymnopleurus parvus
- Gymnopleurus persianus
- Gymnopleurus plicatulus
- Gymnopleurus profanus
- Gymnopleurus puncticollis
- Gymnopleurus purpureus
- Gymnopleurus pustulatus
- Gymnopleurus qurosh
- Gymnopleurus reichei
- Gymnopleurus rhodesianus
- Gymnopleurus ruandensis
- Gymnopleurus sericeifrons
- Gymnopleurus sindensis
- Gymnopleurus somaliensis
- Gymnopleurus sturmi
- Gymnopleurus thelwalli
- Gymnopleurus thoracicus
- Gymnopleurus tristis
- Gymnopleurus tuxeni
- Gymnopleurus virens